# Iglesia de Santa María de Sion

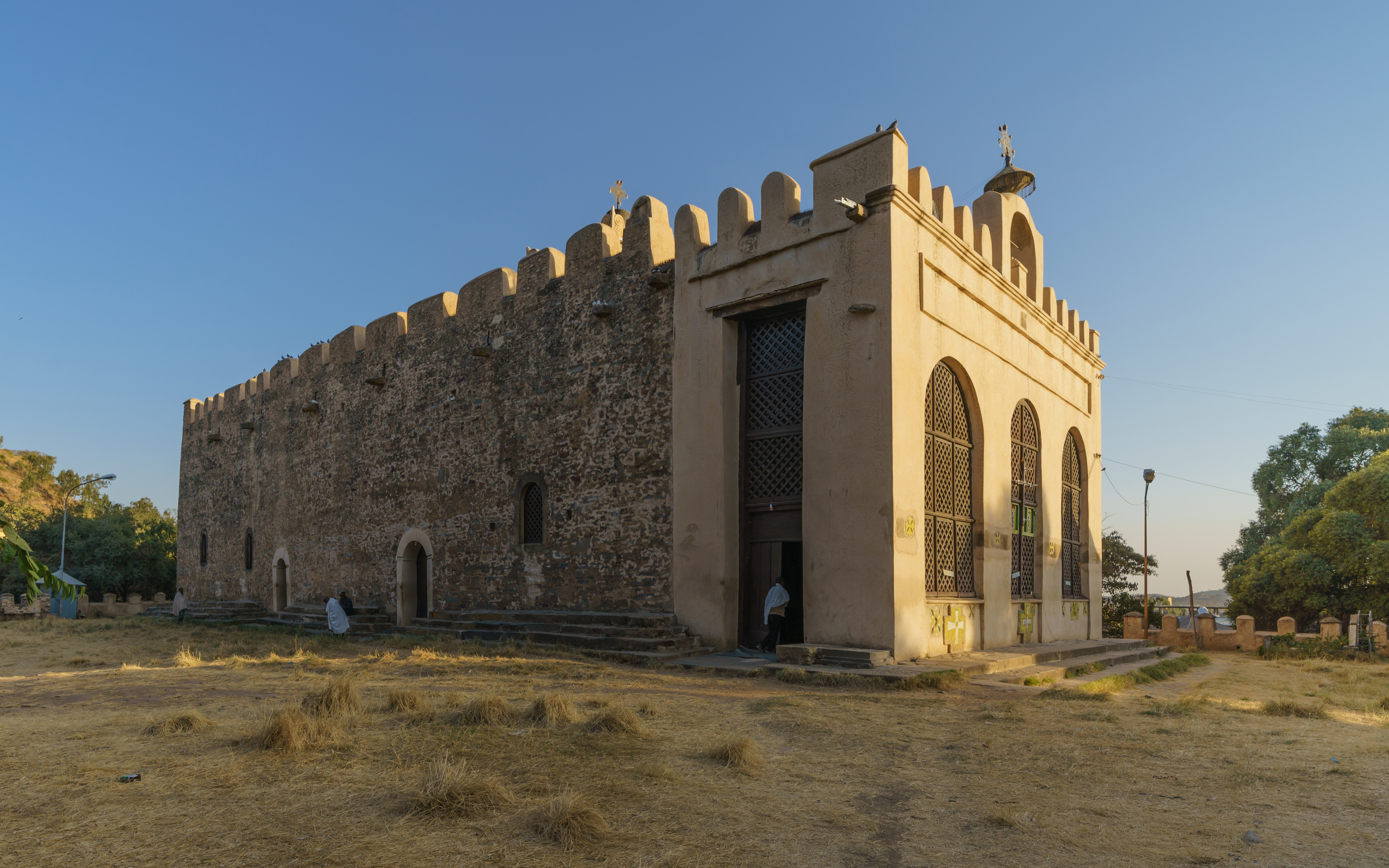
Iglesia de Santa María de Sion

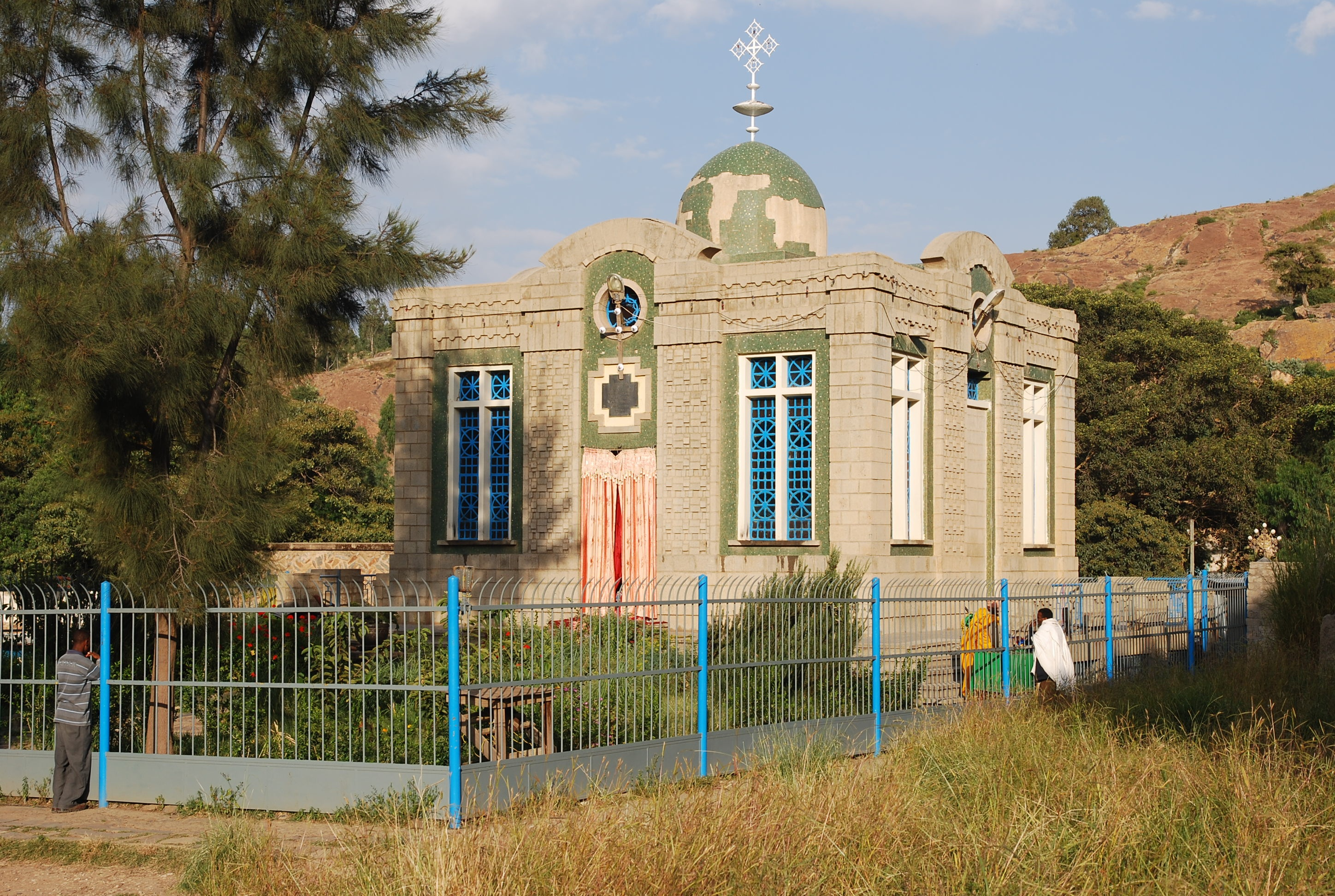
Capilla de las Tablas en la Iglesia de Nuestra Señora de Sion, que alberga, según la tradición, el Arca de la Alianza.

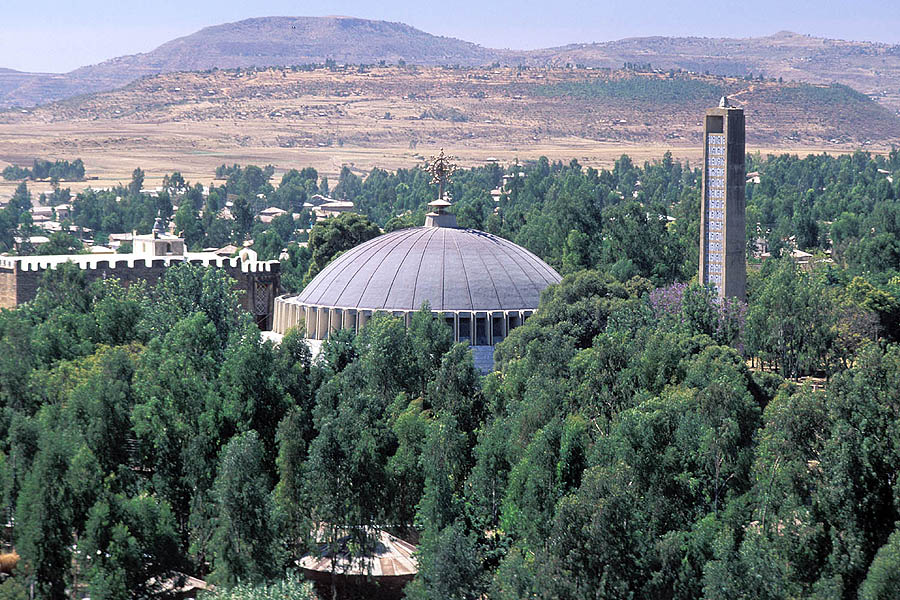
La torre de la cúpula y el campanario de la nueva Iglesia de Nuestra Señora María de Sion, construida por el emperador Haile Selassie en la década de los 50.

La Iglesia de Santa María de Sion está ubicada en Aksum, Etiopía, y pertenece a la Iglesia ortodoxa de Etiopía, uno de los patriarcados de la Iglesia Ortodoxa Oriental. Es en esta basílica donde según la tradición se custodia el Arca de la Alianza, que fue depositada allí por Menelik I, hijo de Salomón. Las mujeres tienen prohibida la entrada al interior de la basílica. Otra tradición afirma que se construyó durante el reinado de Ezana, el primer gobernante cristiano del Reino de Axum (actual Eritrea y Etiopía), durante el siglo IV.

## Historia
Desde su fundación durante el obispado de San Frumencio, la iglesia ha sido destruida y reconstruida al menos dos veces. La primera destrucción ocurrió a manos de la reina Gudit en el siglo X. La segunda, fue en el siglo XVI, por obra de Ahmad ibn Ibrihim al-Ghazi, tras lo cual fue reconstruida por el emperador Gelawdewos, y luego ampliada por Fasilides en el siglo XVII.
Santa María de Sion ha sido el lugar tradicional donde siempre se han coronado los emperadores de Etiopía.
En los años 1950, el emperador  Haile Selassie construyó una nueva catedral, abierta a hombres y mujeres, próxima a la antigua, que permanece abierta solo para los hombres.